# Charlee Fraser
Charlee Fraser (25 de diciembre de 1995) es una modelo y actriz australiana. Es una de las "Top 50" modelos en la industria de la moda según models.com. Fue la modelo más contratada en el New York Fashion Week primavera 2018.

## Biografía
Es de ascendencia aborigen australiana. Fraser fue descubierta por un fotógrafo en su ciudad natal. Modeló en la Sydney Fashion Week antes de debutar con Alexander Wang en 2016, donde el famoso peluquero Guido Palau le dio a ella y a otras modelos cortes de pelo distintivo; esa temporada también desfiló para Derek Lam, Rodarte, Brandon Maxwell, Prada, Marni, Dior, Lanvin, Balenciaga, Givenchy, Mulberry, Céline, Stella McCartney, Tom Ford, Prabal Gurung, Chanel, Alberta Ferretti, y Chloé, entre otros.
Fraser ha figurado en la portada de Vogue Australia. Ha aparecido también en otras ediciones de Vogue, incluyendo la versión estadounidense, italiana, mexicana y japonesa. Otras revistas son Numéro, Russh, y Dazed. Coprotagonizó la campaña de Tom Ford, "BOYS & GIRLS".

## Filmografía
| Año  | Título original         | Personaje     | Ref.   |
| ---- | ----------------------- | ------------- | ------ |
| 2023 | Anyone but You          | Margaret      | [ 16 ] |
| 2024 | Furiosa: A Mad Max Saga | Mary Jo Bassa | [ 17 ] |